# Clayton (Alabama)
Clayton kisváros az USA Alabama államában, Barbour megyében, melynek megyeszékhelye is. Lakosainak száma 2265 fő (2020).

## Népesség
A település népességének változása:
| Lakosok száma | 400  | 3008 | 2265 |
|               | 1850 | 2010 | 2020 |